# Lindsay Pearce
Lindsay Pearce (Modesto, 30 aprile 1991) è una cantante e attrice statunitense.
Lindsay ha partecipato al talent show The Glee Project, grazie al quale ha ottenuto la partecipazione a due puntate della terza stagione della serie televisiva musicale Glee.
Ha recitato anche in alcuni musical, tra cui Bare, Spring Awakening e The Last Five Years.

## Filmografia

### Cinema
- The Wedding Ringer - Un testimone in affitto (The Wedding Ringer), regia di Jeremy Garelick (2015)

### Televisione
- The Glee Project – programma televisivo (2011)
- Glee – serie TV, episodi 3x01–3x08 (2011)
- Drop Dead Diva – serie TV, episodio 5x11 (2013)
- Grey's Anatomy – serie TV, episodio 11x08 (2014)
- Recovery Road – serie TV, 7 episodi (2016)

## Doppiatrici italiane
Nelle versioni in italiano delle opere in cui ha recitato, Lindsay Pearce è stata doppiata da:
- Eleonora Reti in Glee
- Irene Di Valmo in Grey's Anatomy